# حوزه انتخابیه دوم مریلند
حوزه انتخابیه دوم مریلند یک حوزه انتخابیه مجلس نمایندگان آمریکا است که در ایالت مریلند قرار دارد.